# Esquías
Esquías – gmina (municipio) w środkowym Hondurasie, w departamencie Comayagua. W 2010 roku zamieszkana była przez ok. 17,9 tys. mieszkańców. Siedzibą administracyjną jest Esquías.

## Położenie
Gmina położona jest w północnej części departamentu. Graniczy z 7 gminami:
- La Libertad, San Luis i Minas de Oro od północy,
- El Porvenir od wschodu,
- Comayagua i Vallecillo od południa,
- San Jerónimo od zachodu.

## Demografia
Według danych honduraskiego Narodowego Instytutu Statystycznego na rok 2010 struktura wiekowa i płciowa ludności w gminie przedstawiała się następująco:
| Wiek      | 0–3   | 4–6   | 7–12  | 13–17 | 18–24 | 25–64 | 65+ | razem  |
| Esquías   | 2 155 | 1 562 | 3 041 | 2 214 | 2 379 | 5 926 | 628 | 17 906 |
| Mężczyźni | 1 113 | 767   | 1 577 | 1 132 | 1 155 | 3 024 | 281 | 9 049  |
| Kobiety   | 1 042 | 795   | 1 464 | 1 082 | 1 224 | 2 903 | 347 | 8 857  |